# Kościół Wniebowzięcia Najświętszej Maryi Panny w Puńsku
Kościół Wniebowzięcia Najświętszej Marii Panny w Puńsku – rzymskokatolicki kościół parafialny znajdujący się w dawnym mieście, obecnie wsi Puńsk, w województwie podlaskim. Należy do dekanatu Sejny diecezji ełckiej.

## Architektura i wyposażenie

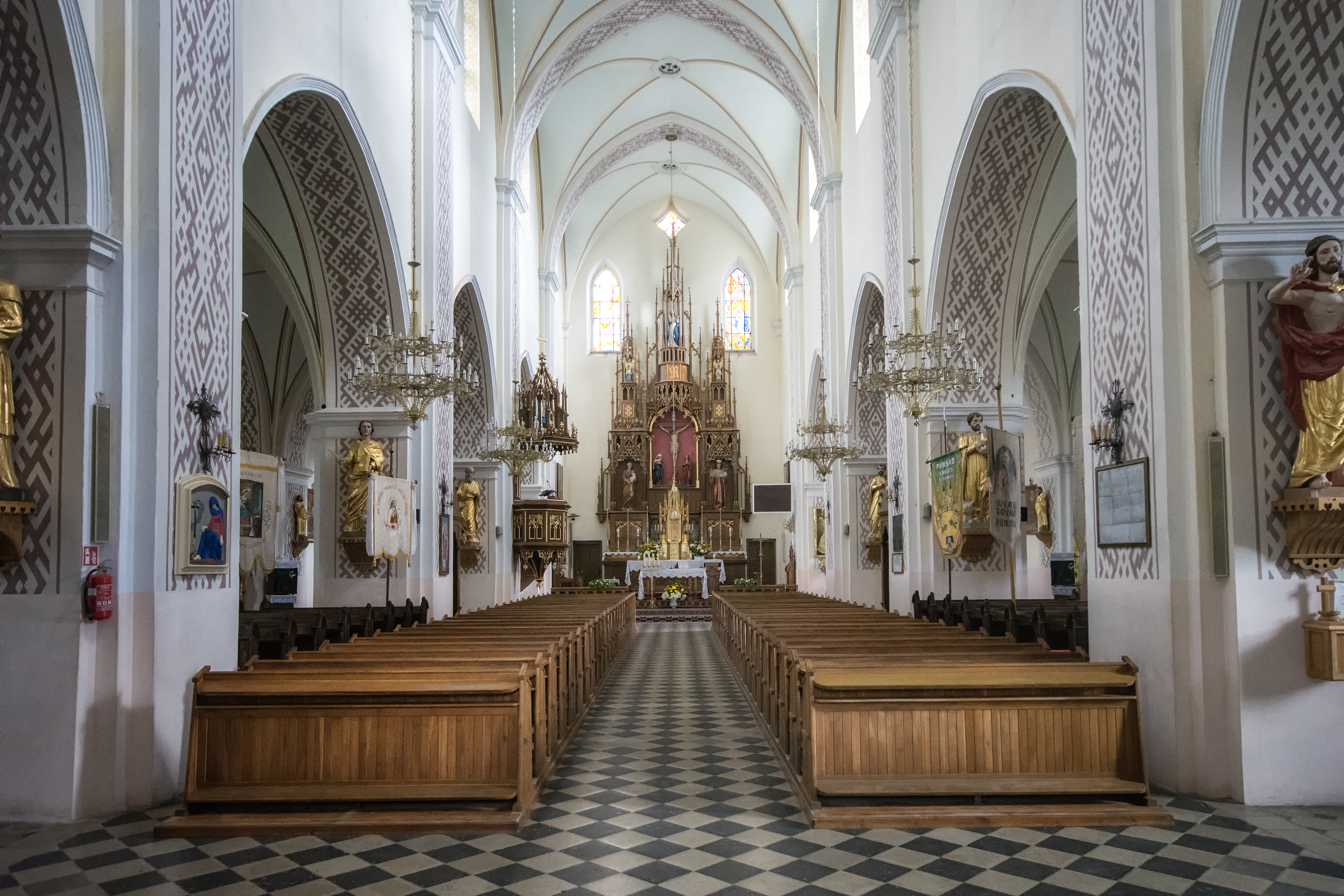
Wnętrze świątyni

Świątynia została wzniesiona w stylu neogotyckim. Zaczęto ją budować w 1877. Budowa została zakończona w 1881 dzięki staraniom proboszcza Kazimierasa Jonkaitisa. Budowlę konsekrował biskup sejneński Piotr Paweł Wierzbowski w dniu 30 września 1887. Świątynia została wybudowana z cegły i kamienia, nie jest otynkowana, posiada trzy nawy oraz dwie strzeliste wieże o wysokości 35 metrów. W lewej wieży znajdują się dzwony. We wnętrzu kościoła jest umieszczonych 5 ołtarzy: ołtarz główny, wykonany z drewna dębowego, zamontowany podczas urzędowania księdza Motiejusa Simonaitisa, w którego centralnej części są umieszczone rzeźby Chrystusa ukrzyżowanego, Maryi, świętego Jana i klęczącej Magdaleny. Pozostałe ołtarze zostały umieszczone w czasie urzędowania poprzednika księdza Simonaitisa, proboszcza Simonasa Norkeviciusa-Norkusa. W prawej nawie jest umieszczony ołtarz posiadający obraz Matki Bożej Miłosierdzia; w lewej nawie jest umieszczony ołtarz posiadający obraz świętego Jerzego walczącego ze smokiem. W kaplicy po prawej stronie znajduje się ołtarz z figurą Matki Bożej Królowej Świata, natomiast w kaplicy po lewej stronie znajduje się ołtarz zawierający obraz świętych Apostołów Piotra i Pawła. Wewnętrzne ściany i sklepienie świątyni są ozdobione litewską ornamentyką. Budowla posiada także piękne witraże, kilka rzeźb świętych, obrazy, organy, ponadto chorągwie i serwety ozdobione litewskimi haftami.